# Ruth Kalbermatten
Ruth Kalbermatten (* 9. Mai 1950 in Lalden; † 16. Mai 2014 in Bern; heimatberechtigt in Baltschieder und Saas Grund) war eine Schweizer Politikerin (CVP).

## Werdegang
Nach der Ausbildung im kaufmännischen Bereich arbeitete Ruth Kalbermatten im elterlichen Betrieb in Gamsen. Als Mitglied der CVPO wurde sie 1988 erstmals in den Gemeinderat von Visp und zur Vizepräsidentin gewählt. Vier Jahre später trat sie die Nachfolge von Gemeindepräsident Peter Bloetzer an. Damit gelang es ihr, den Präsidentenstuhl nach 48 Jahren Unterbruch für ihre Partei zurückzuerobern.
Für die Staatsratswahlen von 1997 wurde Ruth Kalbermatten von der CVPO für die Nachfolge von Staatsrat Richard Gertschen aufgestellt. Sie zog sich nach der Niederlage im ersten Wahlgang gegen Peter Bodenmann zurück. Als Nationalrat Otto G. Loretan vorzeitig zurücktrat, rückte sie 1999 in den Nationalrat nach. Den Amtseid legte sie in traditioneller Walliser Tracht ab. Sie war die erste Oberwalliser Frau in diesem Amt. Bei den Nationalratswahlen 1999 verlor sie ihr Mandat an ihren Listenkollegen Jean-Michel Cina, dem Gemeindepräsidenten von Salgesch.
Ruth Kalbermatten trat im Jahre 2000 nicht mehr zu den Gemeinderatswahlen an und kehrte der Lokalpolitik den Rücken zu. Sie begann Geld für die notleidende Bevölkerung in Simbabwe zu sammeln und gründete 2004 die Stiftung Kasipiti. Es gelang ein ehemaliges Gefängnis in ein Wohnheim umzubauen und 2013 ein Waisenhaus zu eröffnen.

## Politische Ämter
- Vizepräsidentin von Visp (1989–1992)
- Präsidentin von Visp (1993–2000)
- Nationalrätin (1999)